# Zosia Mamet
Zosia Russell Mamet (* 2. února 1988, Randolph, Vermont, Spojené státy americké) je americká herečka, která se objevila v televizních seriálech jako jsou Šílenci z Manhattanu, Tara a její svět, Famílie a naposledy v roli Shoshanny Shapiro v seriálu Girls. Její jméno se vyslovuje jako Zoša a je to polská zdrobnělina jména Zofia.

## Životopis
Zosia Mamet se narodila ve městě Randolph ve Vermontu. Je dcerou amerického dramatika, scenáristy, esejisty a filmového režiséra Davida Mameta a herečky Lindsay Crouse. Její dědeček z matčiny strany byl dramatik Russel Crouse a jeden z jejích pradědečků byl americký pedagog a spisovatel John Erskine. Má sestru Willu, která je fotografkou a dva nevlastní sourozence Claru, která je také herečkou a Noaha. Její otec je Žid a matka buddhistka. Zosia žila do svých pěti let ve městě New England, ze kterého se přestěhovala se svou matkou a sestrou Willou do Pacific Palisades v Kalifornii. Po dokončení střední školy se Zosia rozhodla pro hereckou kariéru místo pokračování ve studiu na univerzitě.

## Filmografie

### Film
| Rok  | Název                                      | Role             | Poznámky            |
| ---- | ------------------------------------------ | ---------------- | ------------------- |
| 1997 | Colin Fitz Lives!                          | Ztracená fanynka |                     |
| 2004 | Pravidla boje                              | Bedouinská žena  |                     |
| 2009 | Off the Ledge                              | Jamie            |                     |
| 2009 | Half Truth                                 | Dívka            | Krátkometrážní film |
| 2010 | Děcka jsou v pohodě                        | Sasha            |                     |
| 2010 | Greenberg                                  | Dívka na párty   |                     |
| 2010 | Cherry                                     | Darcy            |                     |
| 2011 | Snuggle Bunny: Man's Most Lovable Predator | Dcera            | Krátkometrážní film |
| 2012 | Sunset Stories                             | Bethany          |                     |
| 2012 | Rhymes with Banana                         | Z                |                     |
| 2013 | The Last Keeper                            | Rhea Carver      |                     |
| 2015 | Krvácející srdce                           | Shiva            |                     |
| 2016 | Wiener-Dog                                 | Zoe              |                     |
| 2016 | Mildred & The Dying Parlor                 | Mildred          | Krátkometrážní film |
| 2016 | Goldbricks in Bloom                        | Cleo             |                     |
| 2016 | Dominion                                   | Penny            |                     |
| 2017 | The Boy Downstairs                         | Diana            |                     |
| 2017 | Kate Can't Swim                            | Lily             |                     |
| 2018 | Záhada Silver Lake                         | Troy             |                     |

### Televize
| Rok        | Název                               | Role                       | Poznámky                                |
| ---------- | ----------------------------------- | -------------------------- | --------------------------------------- |
| 1994       | Poslední setkání                    | Shannon                    | TV film                                 |
| 2006–2007  | Jednotka zvláštního určení          | Christine Ross             | Vedlejší role, 5 dílů                   |
| 2009       | Ab Far                              | Saffron                    | TV film                                 |
| 2009       | War Wolves                          | Rudy                       | TV film                                 |
| 2010       | Tara a její život                   | Courtney                   | Vedlejší role, 7 dílů                   |
| 2010       | Miss USA's Sexy Halloween           | Beatrice                   |                                         |
| 2010, 2012 | Šílenci z Manhattanu                | Joyce Ramsay               | Vedlejší role, 5 dílů                   |
| 2010–2011  | Famílie                             | Kelsey                     | Vedlejší role, 5 dílů                   |
| 2012–2017  | Girls                               | Shoshanna Shapiro          | hlavní role, 48 dílů                    |
| 2013       | High School USA!                    | Amber Lamber (hlas)        | hlavní role, 11 dílů                    |
| 2014–2015  | Normálka                            | Celia (hlas)               | 2 díly                                  |
| 2014–2019  | Star proti silám zla                | Hekapoo/Různé hlasy        | vedlejší role                           |
| 2015       | Simpsonovi                          | Candacina kamarádka        | díl: „O čem muži sní“                   |
| 2015       | Americký táta                       | Mary                       | díl: „My Affair Lady“                   |
| 2016       | Once Upon a Sesame Street Christmas | Bella                      | TV film                                 |
| 2016, 2018 | Nezdolná Kimmy Schmidt              | Sue Thompstein             | 2 díly                                  |
| 2017       | Nejsem do tebe blázen               | Heidi Rasmullen            | díl: „Not a Great Bet“                  |
| 2019       | Výstřední společnost                | Claire Duncan              | vedlejší role                           |
| 2019       | Stumptown                           | Kaytlin / Kendra / Katrina | díl: „Missed Connections“               |
| 2019       | Dickinson                           | Louisa May Alcottová       | díl: „There's a Certain Slant of Light“ |
| 2020       | Letuška                             | Annie Mouradian            |                                         |